# Margaret de Quincy
Margaret de Quincy, suo jure condesa de Lincoln  (c. 1206-marzo de 1266), fue una noble y heredera inglesa, heredando por derecho propio el Condado de Lincoln y los honores de Bolingbroke de su madre Hawise de Chester. Por otra parte, recibió una dote de las propiedades de su primer marido, y adquirió el tercio de viuda del condado de Pembroke tras la muerte de su segundo marido, Walter Marshal, V conde de Pembroke. Su primer marido fue John de Lacy, conde de Lincoln, con quien tuvo dos hijos. De Lacy fue creado conde de Lincoln por su matrimonio con ella. Margaret ha sido descrita como «una de las dos figuras femeninas más destacadas de mediados del siglo XIII».

## Familia
Margaret nació alrededor de 1206, hija única de Robert de Quincy y Hawise de Chester, esta última coheredera de su tío Ranulfo de Blondeville, VI conde de Chester. Hawise se convirtió en condesa de Chester suo jure en abril de 1231 cuando su hermano renunció al título en su favor.
Su abuelo paterno, Saer de Quincy, I conde de Winchester fue uno de los 25 garantes de la Carta Magna, por lo que fue excomulgado en diciembre de 1215. Dos años más tarde su padre murió después de haber sido envenenado accidentalmente debido a un medicamento preparado por un monje Cisterciense.

## Vida
El 23 de noviembre de 1232, Margarita y su marido John de Lacy, Barón de Pontefract fueron investidos formalmente por el rey Enrique III como condesa y conde de Lincoln. En abril de 1231 su tío materno Ranulf de Blondeville, conde de Lincoln realizó una donación inter vivos, del Condado de Lincoln a su hermana Hawise, madre de Margaret. Su tío concedió a su madre el título por carta formal bajo su sello, donación confirmada por Enrique III. Su madre fue investida formalmente como condesa de Lincoln suo jure el 27 de octubre de 1232 el día después de la muerte de su tío. Del mismo modo, Hawise recibió permiso real para conceder el Condado de Lincoln conjuntamente a Margaret y su marido, y menos de un mes después tuvo lugar la segunda investidura, esta vez a favor de Margaret y John de Lacy a favor de Margaret, que se convirtió en II condesa de Lincoln suo jure y John de Lacy se convirtió en II conde de Lincoln por derecho de su esposa.
En 1238, Margaret y su marido pagaron al rey Enrique la gran suma de 5.000 libras a cambio de la autorización real para la boda de su hija Maud con Richard de Clare, conde de Hertford y Gloucester.
El 22 de julio de 1240 falleció John de Lacy y, aunque fue nominalmente sucedido por su único hijo Edmund de Lacy (c. 1227-1258) como barón de Pontefract, Halton, y condestable de Chester, Margaret ejerció al principio como administradora de las posesiones durante la minoría de edad de su hijo, que fue criado en la corte de Enrique III y Leonor de Provenza. En 1243, Margarita heredó el señorío de Grantchester a la muerte de su madre Hawise.
Edmund accedió a sus títulos propiedades a la edad de 18 años. Edmundo era también era heredero del condado de Lincoln y otros territorios extensos estados que incluían el tercio del Condado de Pembroke que había heredado de su segundo marido en 1248. Sin embargo, Edmund nunca llegó a heredar el condado de Lincoln, ya que falleció ocho años antes que su madre 
Como condesa viuda de Lincoln suo jure Margaret frecuentó a algunas de las personas más importantes del condado de Lincolnshire, entre ellos Robert Grosseteste, obispo de Lincoln, el intelectual más importante de Inglaterra en ese momento que reconoció la posición de Margarita como condesa de Lincoln como legítima e importante, y consideró a Margaret tanto como patrona, como una igual. Le dedicó Les Reules Seynt Robert, un tratado sobre el patrimonio y la gestión del hogar.
Margarita murió en 1266, y dejó sus propiedades a su nieto, Henry de Lacy, conde de Lincoln.

## Matrimonios y descendencia
En algún momento antes del 21 de junio de 1221, Margarita se convirtió en la segunda esposa de John de Lacy de Pontefract. El propósito de la alianza era aportar la rica herencia de Lincoln y Bolingbroke a la familia de Lacy. El primer matrimonio de John con Alice de l'Aigle no había tenido descendencia. John y Margaret juntos tuvieron dos hijos:
- Maud de Lacy (25 de enero de 1223 - 1287/10 de marzo de 1289), casada en 1238 con Richard de Clare, conde de Hertford y Gloucester, con quien tuvo siete hijos.
- Edmund de Lacy, Barón de Pontefract (fallecido el 2 de junio de 1258), se casó en 1247 con Alasia de Saluzzo, hija de Manfredo III de Saluzzo, con quien tuvo tres hijos, incluyendo a Henry de Lacy, conde de Lincoln.

Se desposó en segundas nupcias el 6 de enero de 1242 con Walter Marshal, V conde de Pembroke, Señor de Striguil, Leinster, conde mariscal de Inglaterra y uno de los diez hijos de Guillermo el Mariscal e Isabel de Clare. Este matrimonio, al igual que los de sus cuatro hermanos, no produjo ningún hijo; por lo tanto, cuando murió en el Castillo de Goodrich el 24 de noviembre de 1245, Margarita heredó un tercio del condado de Pembroke, así como las propiedades y el señorío de Kildare. 
Su tercio de esta viudedad superaba a cualquiera de las posesiones individuales de los 13 coherederos diferentes de las cinco hermanas Marshal, lo que significaba que terminaría teniendo más poder sobre el condado de Pembroke y el señorío de Leinster que cualquiera de los otros coherederos, lo que la enfrentó con su propia hija, Maud, cuyo marido era, a través de su madre Isabel Marshal uno de los coherederos del condado de Pembroke. Como resultado de sus disputas, Margaret prefirió a su nieto Henry de Lacy que se convertiría en el III conde de Lincoln al alcanzar la mayoría de edad (21) en 1272. Ella y su nuera italiana Alasia de Saluzzo compartieron la guardianía de Enrique, que era heredero de Margaret, y la relación entre las dos mujeres parece haber sido cordial.

## Muerte y legado
Margarita era una cuidadosa administradora de sus propiedades e inquilinos, y amable en sus tratos con los hijos de su hijo, vecinos y arrendatarios. Recibió dos dispensas papales en 1251, la primera para erigir un altar portátil; la otra para poder oír misa en el monasterio Cisterciense. Margarita murió en marzo de 1266 en Hampstead. Su muerte fue registrada en los Anales de Worcester y en los Anales de Winchester. Fue enterrada en la Iglesia de la Hospitalarios en Clerkenwell.
Margaret fue descrita como «una de las dos figuras femeninas sobresalientes de mediados del siglo XIII»; la otra sería Ela de Salisbury.